# تشاد بوند
تشاد بوند (بالإنجليزية: Chad Bond)‏ (20 أبريل 1987 في المملكة المتحدة - ) هو لاعب كرة قدم بريطاني في مركز الوسط. شارك مع منتخب ويلز تحت 17 سنة لكرة القدم ومنتخب ويلز تحت 19 سنة لكرة القدم. أما مع النوادي، فقد لعب مع سوانزي سيتي ونادي أفان ليدو ونادي أوسترسوند ونادي سانت إيلي تاون ونادي نيث ونيوبورت كونتي ونادي سانت لويس وتولسا روناكس وWales national semi-professional football team ‏ وPort Talbot Town F.C. ‏ وCF Balaguer ‏ وOrange County SC ‏ ونادي ساكارامينتو ريببلك.

## وصلات خارجية
- تشاد بوند على موقع قاعدة بيانات كرة القدم.إي يو (الإنجليزية)
- تشاد بوند على موقع Soccerbase.com (لاعب) (الإنجليزية)